# Club Universitario San Francisco Xavier
Il Club Universitario - ufficialmente Club Deportivo Universitario San Francisco Xavier de Chuquisaca - meglio noto come Universitario de Sucre è una società calcistica boliviana con sede nella città di Sucre. Milita nella Liga de Fútbol Profesional Boliviano, la massima serie del calcio boliviano.

## Storia
Fondato nel 1962, ha quasi sempre militato nella seconda divisione boliviana. Raggiunge la massima serie nel 2006 e vince il suo primo titolo nel 2008. Nel 2009 partecipa per la prima volta alla Coppa Libertadores.
La rivalità più sentita è quella con il Real Potosí. Il club appartiene all'Università di San Francisco Xavier, l'ateneo pubblico di Sucre.

## Rosa 2015
| N. |                     | Ruolo | Calciatore         |
| -- | ------------------- | ----- | ------------------ |
| 1  | Cile (bandiera)     | P     | Raúl Olivares      |
| 2  | Bolivia (bandiera)  | D     | Carlos Camacho     |
| 3  | Bolivia (bandiera)  | D     | Jorge Cuellar      |
| 4  | Uruguay (bandiera)  | D     | Ignacio González   |
| 5  | Bolivia (bandiera)  | C     | Rolando Ribera     |
| 6  | Bolivia (bandiera)  | D     | Leandro Gareca     |
| 7  | Colombia (bandiera) | A     | Leonardo Castro    |
| 8  | Bolivia (bandiera)  | C     | Mauricio Saucedo   |
| 9  | Bolivia (bandiera)  | A     | Miguel Suárez      |
| 10 | Spagna (bandiera)   | C     | Rubén de la Cuesta |
| 11 | Bolivia (bandiera)  | A     | Martín Palavicini  |
| 12 | Bolivia (bandiera)  | P     | Juan Carlos Robles |
| 13 | Bolivia (bandiera)  | C     | Cristian Urdininea |

| N. |                      | Ruolo | Calciatore         |
| -- | -------------------- | ----- | ------------------ |
| 14 | Argentina (bandiera) | C     | Federico Silvestre |
| 16 | Bolivia (bandiera)   | D     | Alan Loras         |
| 18 | Bolivia (bandiera)   | P     | Raul Cano          |
| 19 | Bolivia (bandiera)   | C     | Enrique Flores     |
| 20 | Ecuador (bandiera)   | A     | Richard Mercado    |
| 21 | Bolivia (bandiera)   | D     | Ramiro Ballivián   |
| 22 | Bolivia (bandiera)   | A     | Pastor Torrez      |
| 23 | Argentina (bandiera) | D     | Ezequiel Filipetto |
| 24 | Bolivia (bandiera)   | D     | Elmer Ferrufino    |
| 25 | Bolivia (bandiera)   | A     | Edson Perez        |
| 30 | Bolivia (bandiera)   | C     | Alejandro Bejarano |
| -- | Colombia (bandiera)  | A     | Kevin Benítez      |

## Palmarès

### Competizioni nazionali
- Campionato boliviano: 2

Apertura 2008, Clausura 2014
- Liga Nacional B: 1

2005

### Altri piazzamenti
- Campionato boliviano:

Secondo posto: Apertura 2011
Terzo posto: Apertura 2006

## Risultati nelle competizioni CONMEBOL
- Coppa Libertadores: 3 partecipazioni

1970: Fase Gironi
2009: Fase Gironi
2015: Ottavi di finale
- Coppa Sudamericana: 4 partecipazioni

2006: Fase preliminare
2010: Ottavi di finale
2012: Primo turno
2014: -